# Neuerburg
Die Stadt Neuerburg (Südeifeler Dialekt: „Neierbuersch“) ist eine Stadt im Eifelkreis Bitburg-Prüm in Rheinland-Pfalz. Sie ist Verwaltungssitz der Verbandsgemeinde Südeifel, der sie auch angehört. Neuerburg ist ein staatlich anerkannter Luftkurort und gemäß Landesplanung als Mittelzentrum ausgewiesen.

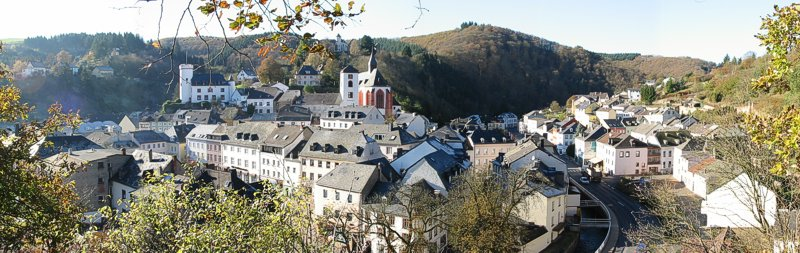
Neuerburg von Osten mit Pfarrhaus, Burg und Kirche

## Geographie
Neuerburg liegt im Tal der Enz und an den waldreichen Hängen der aus Schieferfels bestehenden umliegenden Berge in der Westeifel. Über der Stadt auf einem Bergsporn befindet sich die namengebende Neuerburg.
Zu Neuerburg gehören auch die Weiler Daudistel, In der Enz  und ein Teil von Görgenhof sowie die Wohnplätze Funkhaus, Hasenhof, Johanneshof, Kreuzdellhof und Latersbach.
Die „Bierstadt“ Bitburg liegt 25 km südöstlich von Neuerburg, 54 km südlich liegt Trier. 17 km westlich beginnt das Großherzogtum Luxemburg.
An die Stadt grenzen die Ortsgemeinden Ammeldingen bei Neuerburg und Plascheid im Norden, Scheuern im Nordosten, Fischbach-Oberraden und Niederraden im Südosten, Sinspelt und Obergeckler im Süden, Muxerath im Südwesten, Hütten im Westen sowie Leimbach im Nordwesten.

## Stadtbild und Geschichte
Kleinere Häuser und verwinkelte Gassen prägen das Stadtbild. Auf einem Felsen ragt die 500-jährige spätgotische Pfarrkirche St. Nikolaus hervor. Darüber befindet sich das einstige Vogtgebäude, heute Pfarrhaus, mit dem zur Stadtmauer gehörenden Rundturm, sowie die zum Teil restaurierte Burg, die als die größte noch erhaltene Burganlage des Kreises Bitburg-Prüm gilt. Die Kleinstadt konnte Teile ihres mittelalterlichen Charakters bewahren.

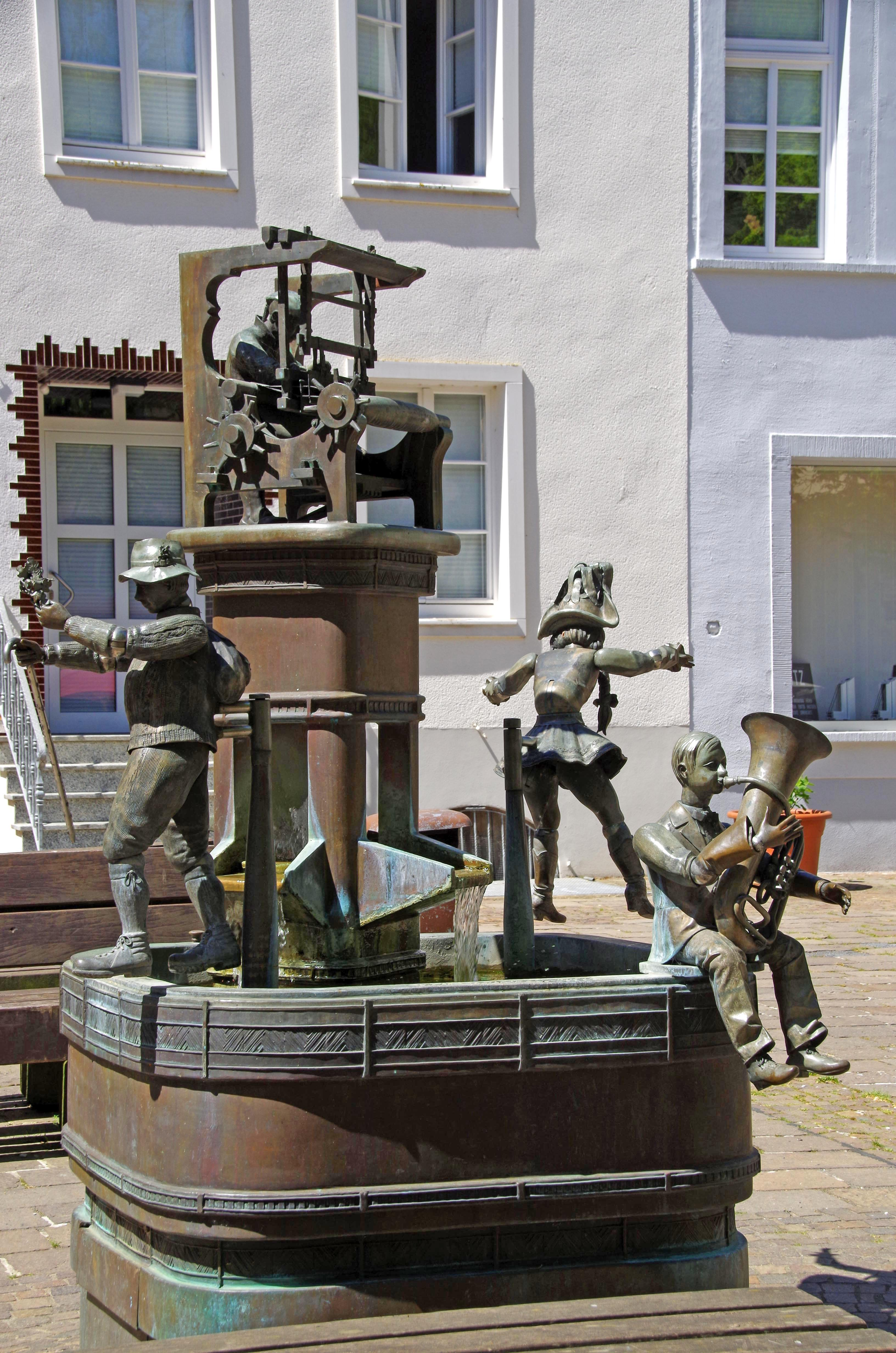
Brunnen am Marktplatz
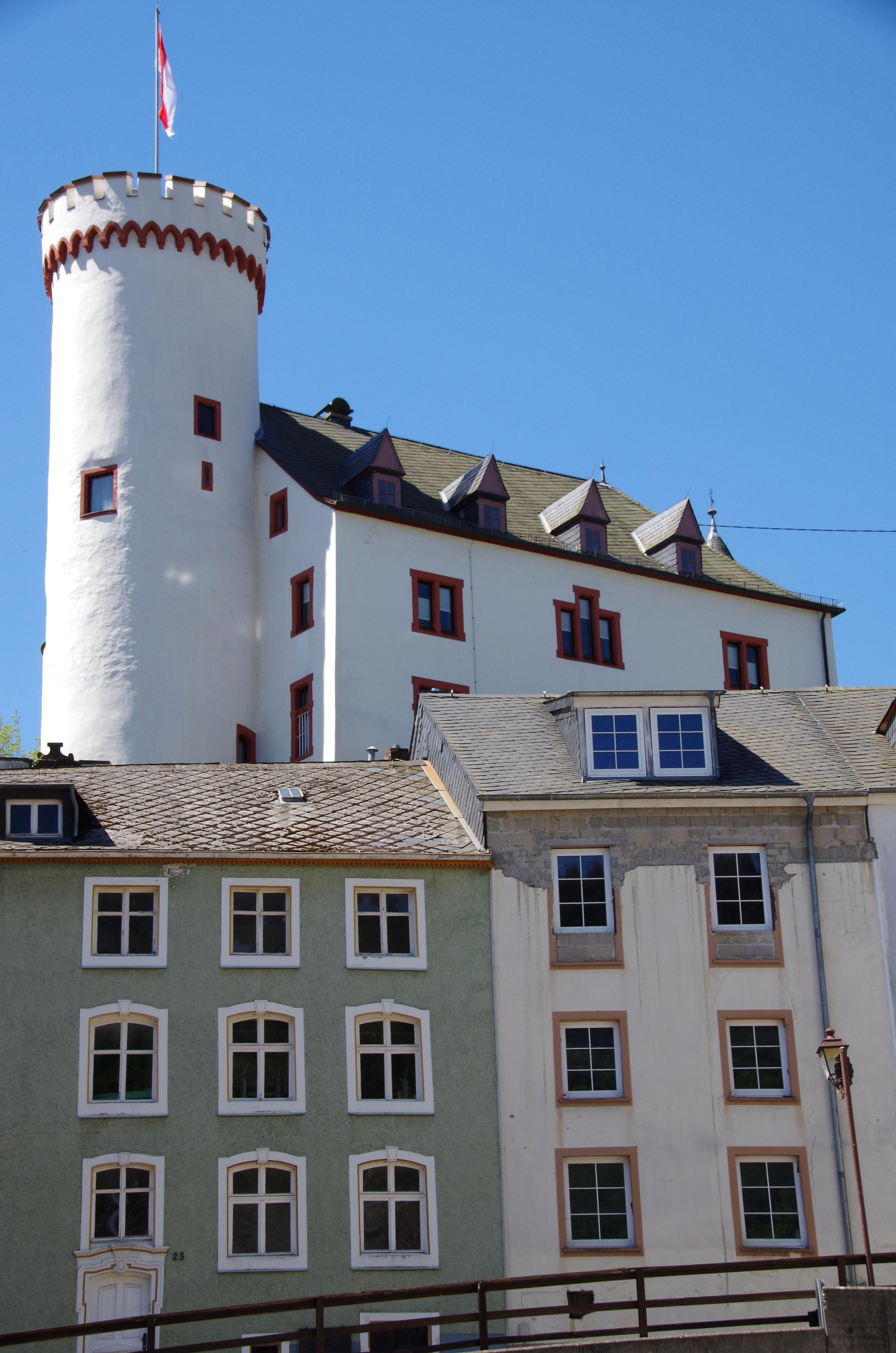
Pfarrhaus mit Turm der ehemaligen Stadtmauer

Erstmals urkundlich erwähnt wurde Neuerburg im Jahre 1332 in einer Stadtrechtsurkunde. Friedrich, Herr zu Brandenburg (Luxemburg) und Neuerburg, besiegelte den Einwohnern des Ortes die Freiheitsrechte. Die Burganlage selbst geht ins 12. Jahrhundert zurück, als die Lehnsherren der Grafschaft Vianden tributpflichtig waren.
Der Eingang zum Burgfried dient seit alters her als Glockenturm der Kirche.

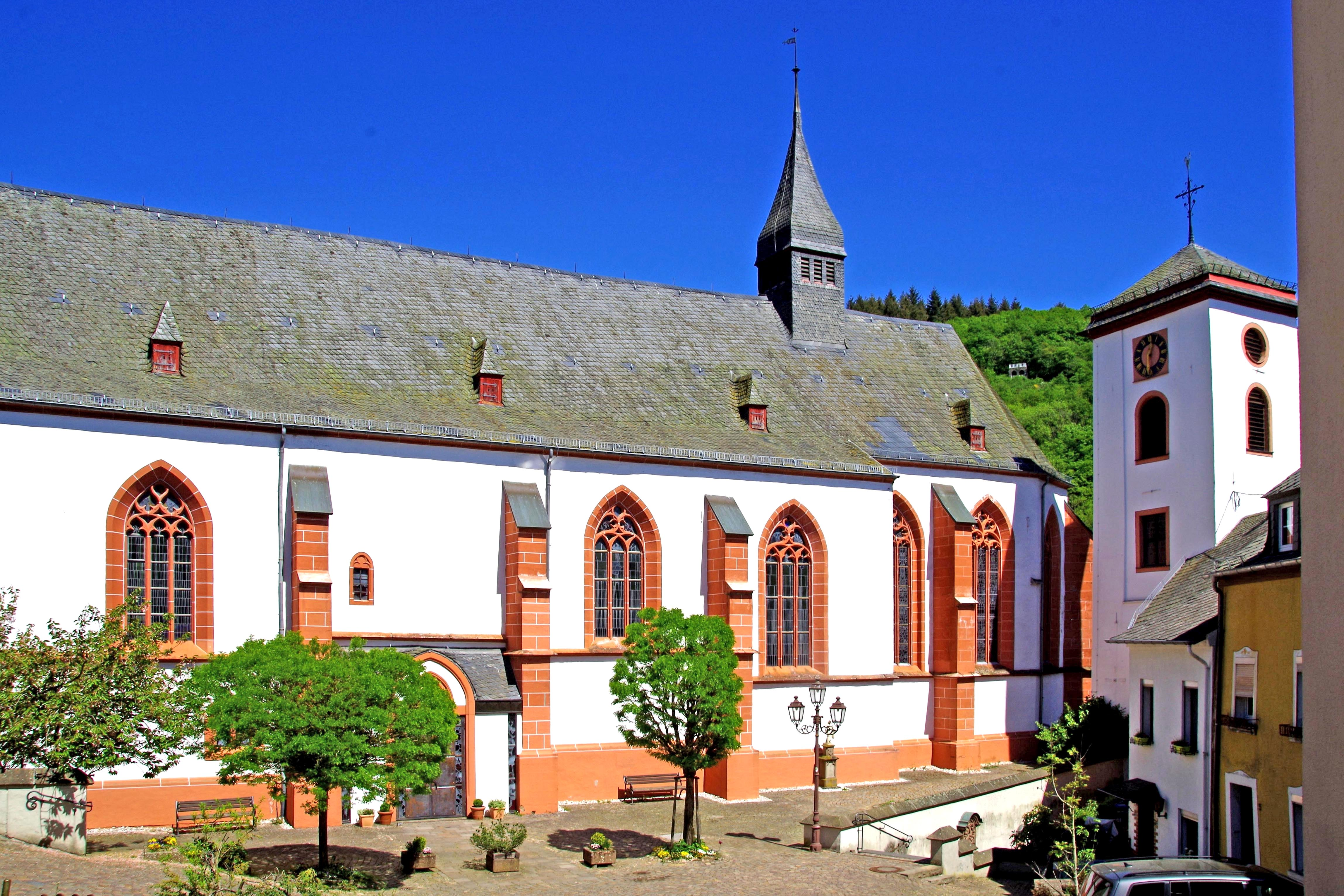
St. Nikolaus mit Glockenturm, früher Torturm

1692 ließen Truppen des Königs Ludwig XIV. im Pfälzischen Erbfolgekrieg die gesamte Stadtbefestigung, Mauern, Burg und 16 Türme, die zum Teil als Halbtürme in Hufeisenform errichtet waren, schleifen. Mit der Besetzung des linken Rheinufers 1794 durch französische Revolutionstruppen wurde Neuerburg französisch und dem Département des Forêts (Arrondissement Bitburg) zugeordnet. Nach dem Rückzug der Franzosen zu Beginn des Jahres 1814 im Lauf der Befreiungskriege und endgültig nach dem Wiener Kongress 1815 kam die Region an das Königreich Preußen (Rheinprovinz).
Nach einem Stadtbrand im Jahr 1818 nutzten die Menschen Steine aus der Stadtmauer zum Häuserbau.
Im Mai 1902 stimmte der preußische Landtag einem Gesetzentwurf zu, auf Grund dessen der Bau der Bahnstrecke Pronsfeld–Neuerburg und der Bahnstrecke Pronsfeld–Waxweiler 1903 beginnen konnte. Mit dem Bau erfolgte der Anschluss über die Westeifelbahn an das deutsche Bahnnetz. Er war für die wirtschaftliche Entwicklung Neuerburgs und des Landes von großer Bedeutung, wurde aber auch aus militärstrategischen Gründen (Schlieffen-Plan) genehmigt. Beide Strecken wurden am 6. Juli 1907 feierlich eröffnet. Wegen der Wichtigkeit dieses Ereignisses waren Kaiser Wilhelm II. und ersatzweise der Kronprinz Wilhelm eingeladen, folgten der Einladung jedoch nicht. Die im Zweiten Weltkrieg stark beschädigte Bahnstrecke wurde 1950 wieder eröffnet.
Nach dem Ersten Weltkrieg gehörte die Region zum französischen Teil der Alliierten Rheinlandbesetzung.
Im Zweiten Weltkrieg kamen 80 Soldaten und 40 Einwohner bei einem Bombenangriff am 23. Dezember 1944 ums Leben. Die Kleinstadt wurde zu 40 % zerstört und 33 Häuser waren nur noch Ruinen.
Nach dem Zweiten Weltkrieg wurde Neuerburg Teil der französischen Besatzungszone und kam 1946 zum damals neu gebildeten Bundesland Rheinland-Pfalz.

### Bevölkerungsentwicklung
Die Entwicklung der Einwohnerzahl der Stadt Neuerburg, die Werte von 1871 bis 1987 beruhen auf Volkszählungen:
| Neuerburg: Einwohnerzahlen von 1815 bis 2024 | Neuerburg: Einwohnerzahlen von 1815 bis 2024 | Neuerburg: Einwohnerzahlen von 1815 bis 2024 | Neuerburg: Einwohnerzahlen von 1815 bis 2024 | Neuerburg: Einwohnerzahlen von 1815 bis 2024 |
| -------------------------------------------- | -------------------------------------------- | -------------------------------------------- | -------------------------------------------- | -------------------------------------------- |
| Jahr                                         |                                              |                                              |                                              | Einwohner                                    |
| 1815                                         | 1815                                         |                                              | 1.501                                        | 1.501                                        |
| 1835                                         | 1835                                         |                                              | 1.867                                        | 1.867                                        |
| 1871                                         | 1871                                         |                                              | 1.532                                        | 1.532                                        |
| 1905                                         | 1905                                         |                                              | 1.582                                        | 1.582                                        |
| 1939                                         | 1939                                         |                                              | 1.545                                        | 1.545                                        |
| 1950                                         | 1950                                         |                                              | 1.590                                        | 1.590                                        |
| 1961                                         | 1961                                         |                                              | 1.548                                        | 1.548                                        |
| 1970                                         | 1970                                         |                                              | 1.482                                        | 1.482                                        |
| 1987                                         | 1987                                         |                                              | 1.599                                        | 1.599                                        |
| 1997                                         | 1997                                         |                                              | 1.806                                        | 1.806                                        |
| 2005                                         | 2005                                         |                                              | 1.535                                        | 1.535                                        |
| 2011                                         | 2011                                         |                                              | 1.538                                        | 1.538                                        |
| 2017                                         | 2017                                         |                                              | 1.523                                        | 1.523                                        |
| 2024                                         | 2024                                         |                                              | 1.344                                        | 1.344                                        |
|                                              |                                              |                                              |                                              |                                              |

## Politik

### Stadtrat
Der Stadtrat in Neuerburg besteht aus 16 Ratsmitgliedern, die bei der Kommunalwahl am 9. Juni 2024 in einer personalisierten Verhältniswahl gewählt wurden, und der ehrenamtlichen Stadtbürgermeisterin als Vorsitzender.
Sitzverteilung:
| Wahl | SPD | CDU | WGR 1 | WGR 2 | Gesamt   |
| ---- | --- | --- | ----- | ----- | -------- |
| 2024 | 7   | 9   | –     | –     | 16 Sitze |
| 2019 | 9   | 7   | –     | –     | 16 Sitze |
| 2014 | 7   | 9   | –     | –     | 16 Sitze |
| 2009 | 5   | 7   | 2     | 2     | 16 Sitze |
| 2004 | 3   | 9   | 4     | –     | 16 Sitze |

### Bürgermeister
Manuela Schmitz wurde am 1. Juli 2025 Stadtbürgermeisterin von Neuerburg, nachdem sie die Amtsgeschäfte bereits seit dem 1. März 2025 als Erste Beigeordnete ausgeübt hatte. Da für eine am 18. Mai 2025 angesetzte Direktwahl kein Wahlvorschlag eingereicht wurde, oblag die Neuwahl gemäß rheinland-pfälzischer Gemeindeordnung dem Stadtrat. Dieser entschied sich für Manuela Schmitz.
Ihr Vorgänger Lothar Fallis (parteilos) hatte das Amt am 19. März 2018 übernommen, nachdem er als bisheriger Erster Beigeordneter bereits seit November 2017 die Amtsgeschäfte geführt hatte. Bei der Direktwahl am 26. Mai 2019 wurde er mit einem Stimmenanteil von 86,03 % und am 9. Juni 2024 bei einer Wahlbeteiligung von 55,0 % ohne Gegenkandidat mit 61,1 % der Stimmen jeweils für weitere fünf Jahre in seinem Amt bestätigt. Anfang 2025 teilte Lothar Fallis jedoch mit, dass er sein Amt aus gesundheitlichen Gründen nicht mehr ausüben könne und er es zum 1. März 2025 offiziell zur Verfügung stelle. Hierdurch wurde eine Neuwahl erforderlich.
Die Vorgängerin von Fallis, Anna Kling (CDU), hatte das Amt acht Jahre ausgeübt, es Ende Oktober 2017 aber aus persönlichen Gründen niedergelegt.

### Wappen
| DEU Stadt Neuerburg COA.svg | Blasonierung: „Silbern und gespalten, vorne schwarzes enges Schräggitter, belegt mit einem silbernen Schild, darüber ein schwarzer rechter Faden, hinten ein roter, schwarz gemauerter, zinnenbewehrter Turm mit offenem Eingang.“ |
| DEU Stadt Neuerburg COA.svg | Wappenbegründung: Neuerburg erhielt erstmals im Jahr 1332 durch Friedrich von Brandenburg Stadtrechte. Die Stadt wählte damals als Siegel den zweigeteilten Schild. Auf der linken Seite befindet sich das Wappen des Verleihers der Stadtrechte, Friedrich von Brandenburg. Der Turm auf der rechten Seite ist redend für den Ortsnamen und erinnert an die sehr stark ausgeführte Stadtmauer. Das Wappen wurde am 16. Dezember 2021 genehmigt. |

## Sehenswertes
- Burg Neuerburg aus dem 12. Jahrhundert mit Wehranlagen. 1926 übernahm der Jugendbund Neudeutschland die zerfallenen Reste und gestaltete sie zur Jugendherberge aus.
- Schwarzbildchen. Eine 46 cm große Holzfigur in einer 700-jährigen Eichenbaumruine, gestiftet vom Ritter Kuno von Falkenstein, wurde zum Wallfahrtbild. Sie ähnelt der Schwarzen Muttergottes von Altötting.
- Pestkreuz. Das am Schaft reich verzierte Pestkreuz, ein Nischenkreuz, erinnert an die Seuchen der Stadt, zuletzt im Jahre 1636.
- Eligiuskapelle. Die Kapelle aus dem Jahr 1437 und der Eligiusbrunnen erinnern an den Hl. Eligius.
- Marktbrunnen. Die neuere Arbeit des Aachener Künstlers Bonifatius Stirnberg aus Bronze zeigt Vereinsleben und traditionelle Handwerkskünste der Stadt.
- St. Nikolaus, die spätgotische Pfarrkirche aus dem Jahre 1492.
- Kriegsgräberstätte der Stadt Neuerburg für 898 Gefallene, Kriegsgefangene und Zwangsarbeiter aus dem Zweiten Weltkrieg.

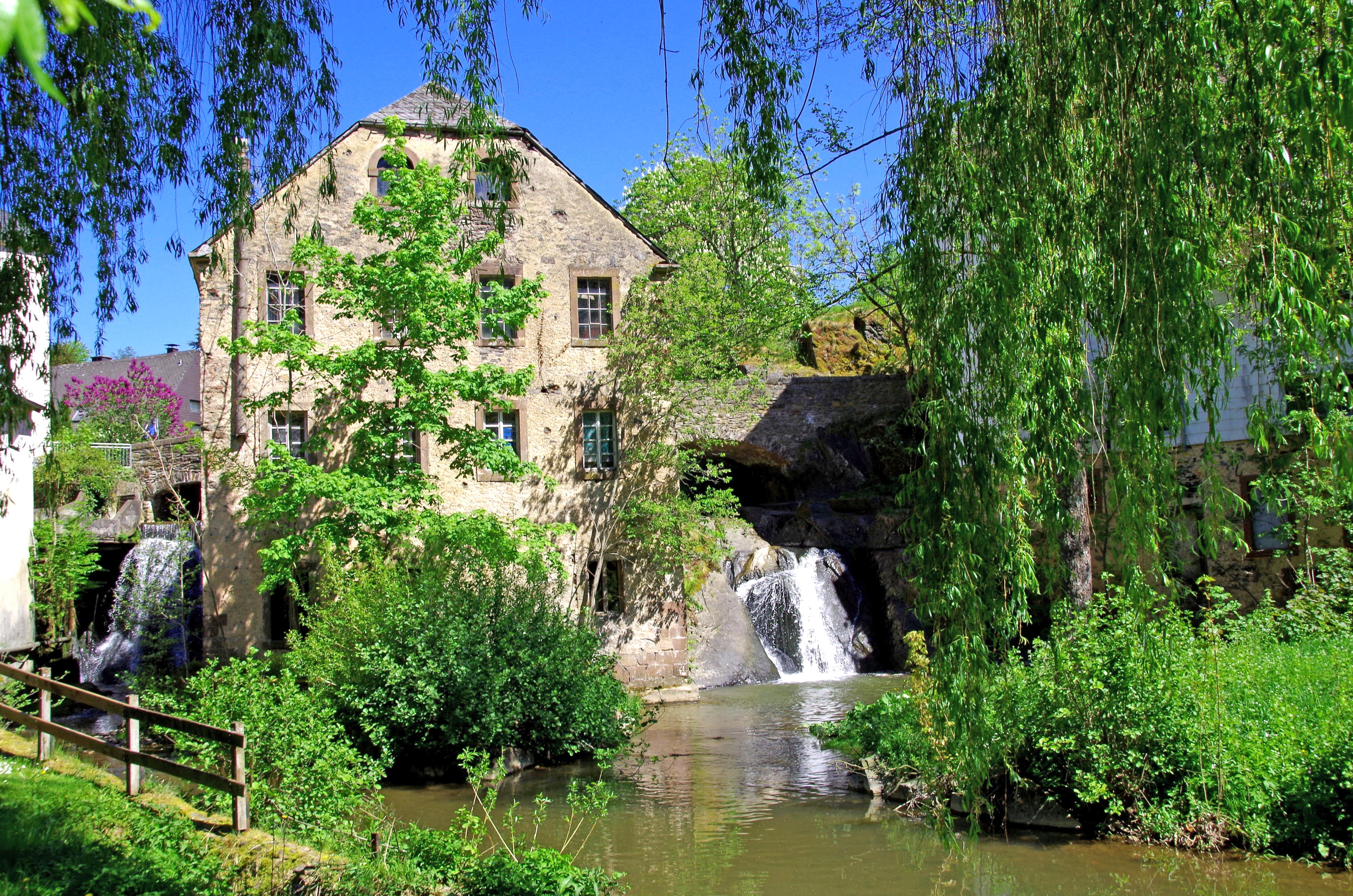
Enzwasserfall an der alten Mühle am Stadtpark
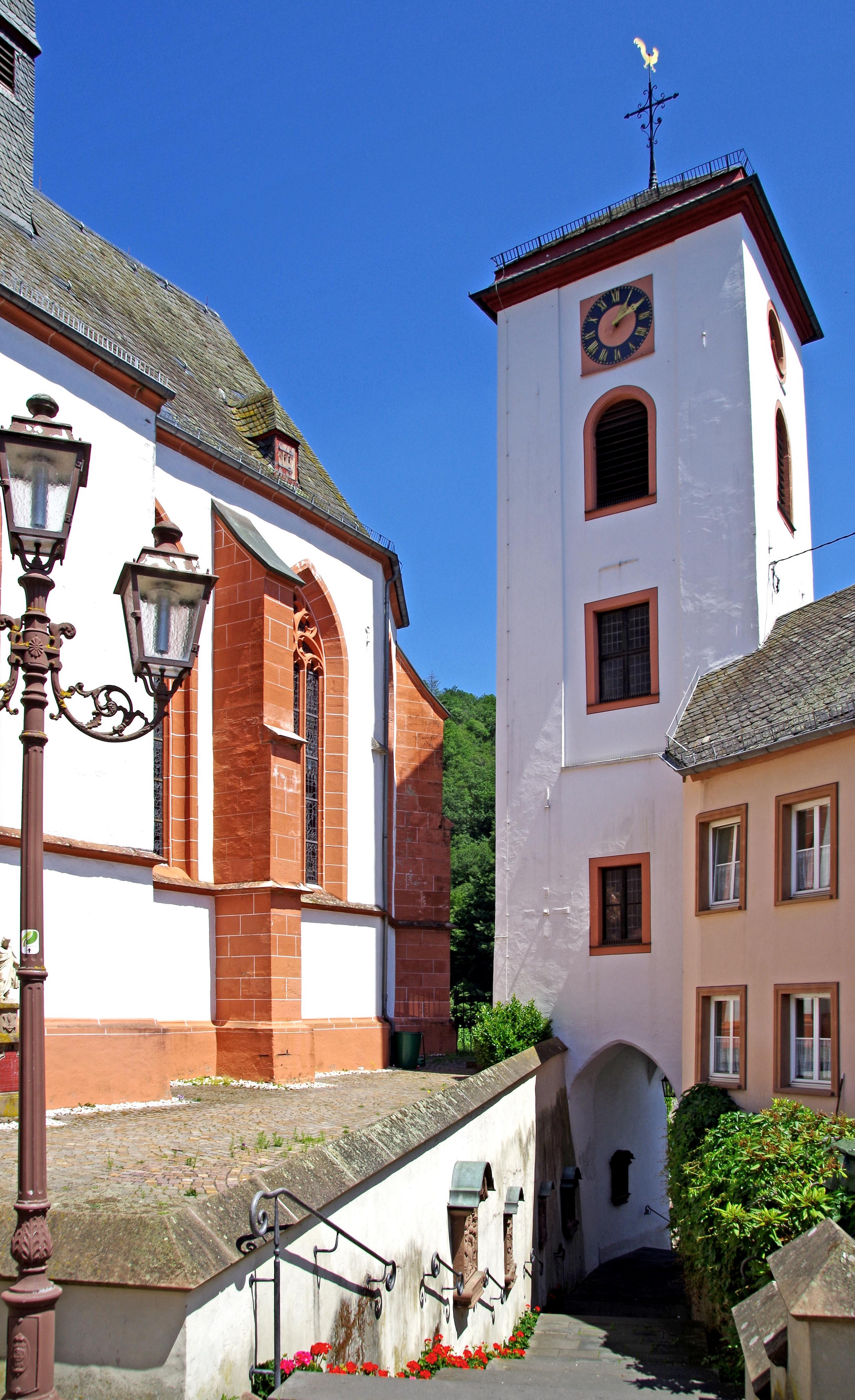
Pfarrkirche und Torturm
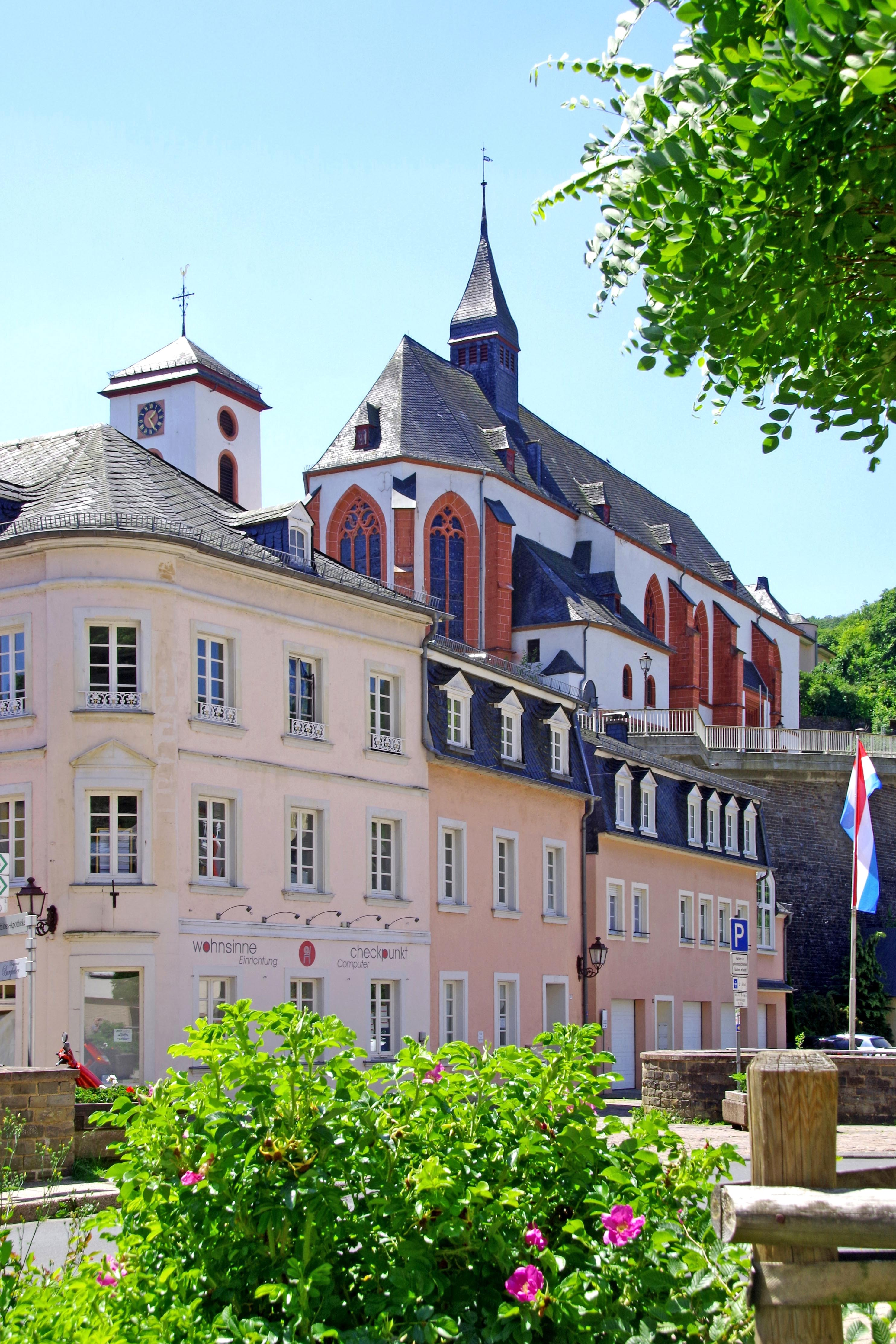
Graf-Dietrich-Straße
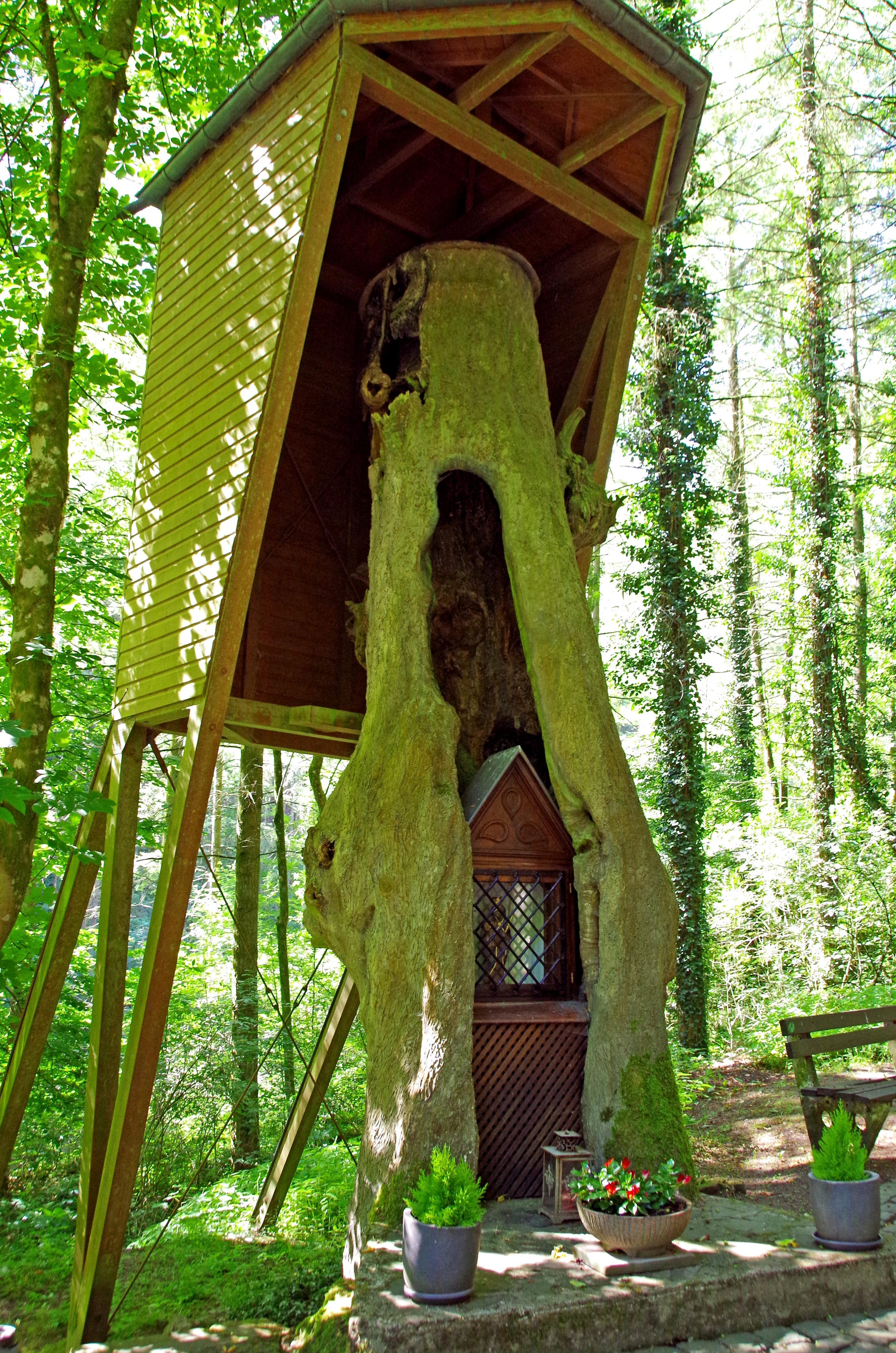
Schwarzbild-chen
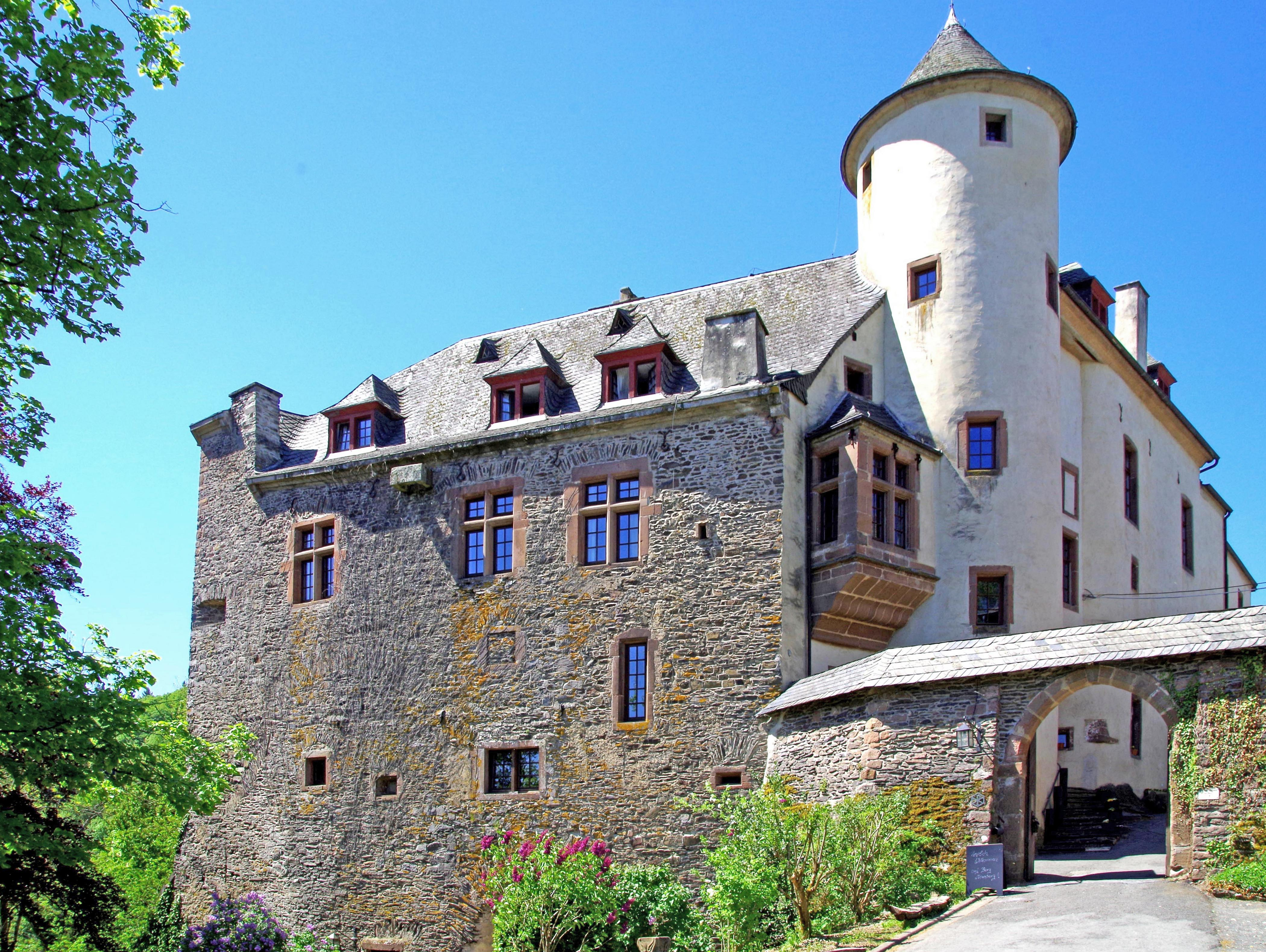
Burg Neuerburg

## Wirtschaft und Verkehr

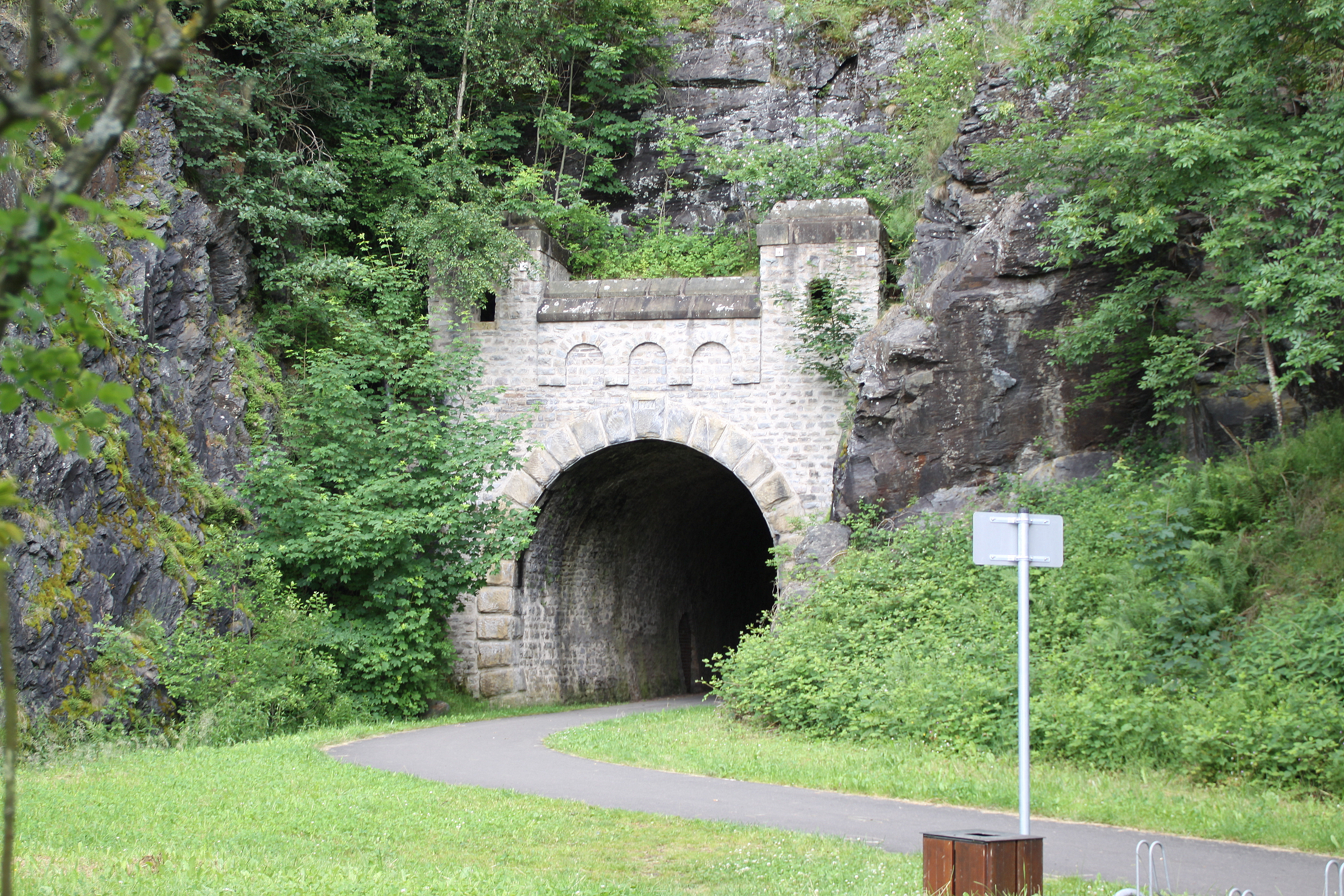
Südliches Portal des Neuerburger Tunnels

Tuchwebereien und Gerbereien an der Enz waren noch um 1900 wichtige Wirtschaftsbetriebe. Auch andere Handwerker sowie Fuhrleute prägten die Wirtschaft. Heute lebt ein Großteil der Einwohner vom wachsenden Fremdenverkehr.
Neuerburg liegt an der Landesstraße 4, die im Norden der Stadt von der L 10 abzweigt.
Auf der ehemaligen Bahnstrecke Pronsfeld–Neuerburg verläuft der Enztal-Radweg.

## Eifel-Gymnasium
Das Staatliche Eifel-Gymnasium (kurz SEG) mit angegliederten Internaten hat etwa 400 Schüler, die hier seit 1976 ihr Abitur ablegen. Dieses Gymnasium besuchen auch deutsch lernende Aussiedler aus Russland, Polen oder den GUS-Staaten, um hier ihr Abitur zu machen. In den Internaten wird sehr viel Wert auf Toleranz und Akzeptanz gelegt. Es gibt diverse Freizeitmöglichkeiten.
Auf dem Internatsgelände stehen drei Gebäude:
- das Jungeninternat,
- das Verwaltungsgebäude mit Kantine und Küche
- das Mädcheninternat.

Die Aussiedler verbringen ihre Zeit hauptsächlich in den Internaten. Dort wohnen zeitweise etwa die Hälfte der Schüler. Die Aussiedler absolvieren einen halbjährigen Sprachkurs und nach Bestehen treten sie in die halb- bis einjährige Aufbauklasse ein. Dort werden sie mit dem Stoff der Oberstufe vertraut gemacht und der notwendige Wissensstand vermittelt.
Im Atrium oder in der Schulbibliothek wird die Reihe Vorlesungen in der Bibliothek mit Vorträgen von Lehrern, Professoren oder bekannten Autoren veranstaltet.

## Persönlichkeiten

### Söhne Neuerburgs
- Johannes von Anethan (1594–1668), Kanzler in Kurtrier
- Johann-Anton Zinnen (1827–1898), Komponist
- Günther Thömmes (* 1963), Braumeister und Schriftsteller
- Rainer Burelbach (* 1965), Politiker (CDU)

### Mit Neuerburg verbunden
- Hans Theis (1921–1975), Autor, Dichter, Heimatkundler und Kommunalpolitiker, lebte und starb in Neuerburg